# Chelipoda delecta
Chelipoda delecta är en tvåvingeart som beskrevs av Collin 1928. Chelipoda delecta ingår i släktet Chelipoda och familjen dansflugor. Inga underarter finns listade i Catalogue of Life.